# Operation ASHA
Operation ASHA (Kurzform OpASHA) ist eine internationale Non-Profit-Organisation, die im Jahr 2005 gegründet wurde, um die Behandlung von Tuberkulose in Niedriglohngebieten zu gewährleisten. Die hauptsächliche Arbeit der Organisation mit Sitz in Neu-Delhi besteht darin, Tuberkulose zu heilen und multiresistenten Formen der Tuberkulose in Indien und Kambodscha vorzubeugen.
Im Jahr 2010 wurde durch die Zusammenarbeit von Operation ASHA und Microsoft Research das Programm eCompliance entwickelt, eine biometrische Untersuchungsmethode zur Beobachtung von an Tuberkulose erkrankten Patienten.

## Soziales Modell
Operation ASHA wurde von Shelly Batra und Sandeep Ahuja gegründet. In Indien arbeitet Operation ASHA nach dem indischen Revised National Tuberculosis Control Program („Verbessertes Nationales Tuberkulose-Kontrollprogramm“) als privater Anbieter einer Directly observed treatment-shortcourse (DOTS, „Direkt überprüfte Kurzzeittherapie“). Die Organisation stellt gewöhnliche Gemeinschaftsmitglieder der jeweiligen Gegenden ein und bildet sie zu tuberkulosespezialisierten Gesundheitsbeauftragten aus. Außerdem errichtet Operation ASHA DOTS-Zentren in bereits existenten und allgemein zugänglichen Orten, wie z. B. Tempeln, Geschäften oder Apotheken.
In ausgewählten Tuberkulosezentren werden von Operation ASHA biometrische Untersuchungsgeräte zur Verfügung gestellt, um zu überprüfen, ob die Tuberkulosepatienten ihre verordnete Medikation einhalten, und ob sie die vereinbarten Termine bei den Zentren einhalten. Diese Terminals sind mit Fingerabdruckscannern ausgestattet und kommunizieren untereinander per SMS, um die Gesundheitsdaten mit einem zentralen Server zu synchronisieren.

## Auszeichnungen
- 2011 India development Marketplace[5]
- 2011 AmeriCares Spirit of Humanity Award – Lung Diseases[6]
- 2011 mBillionth Award – m-HEALTH[7]
- 2011 Manthan Award – e-HEALTH[8]
- 2012 Wallstreet Journal Innovation Award[9]